# GAC Mitsubishi Motors

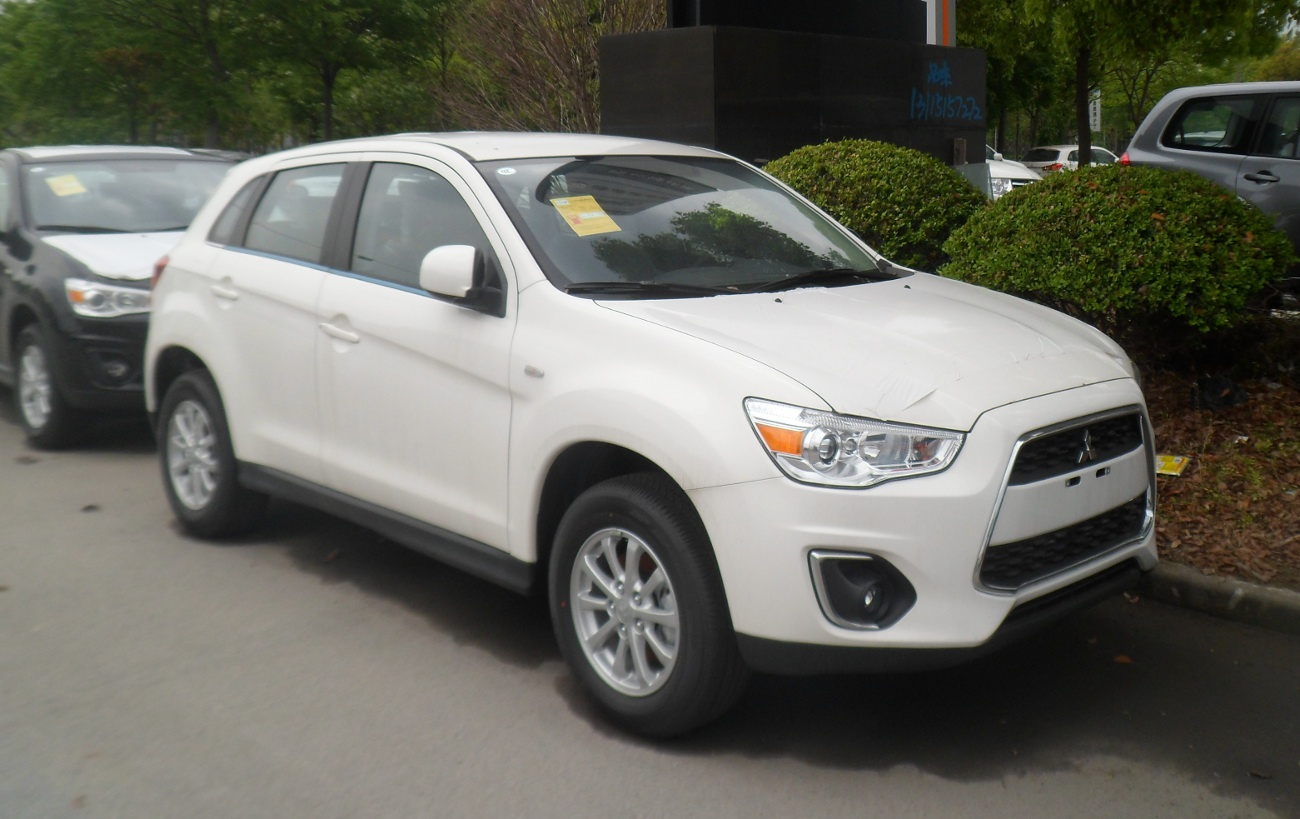
Mitsubishi ASX

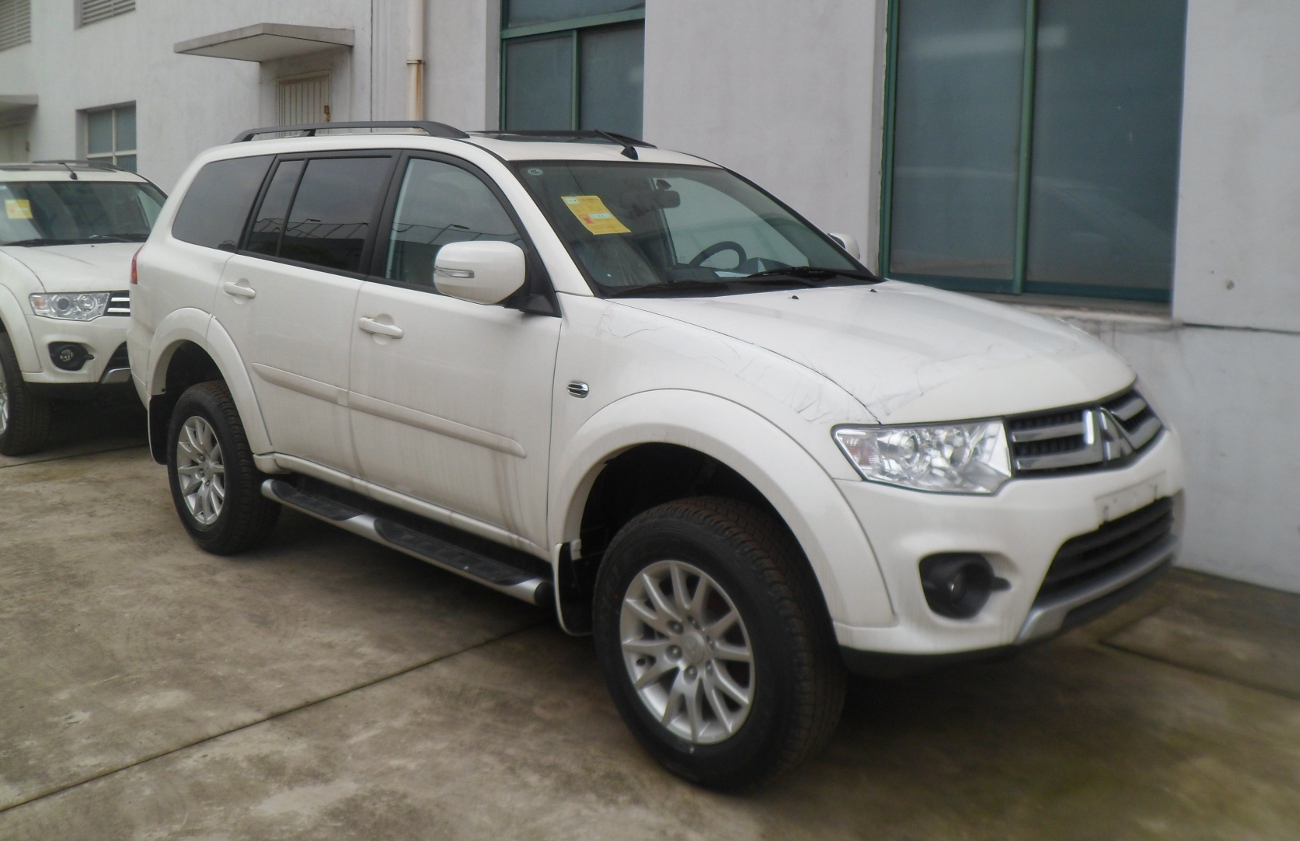
Mitsubishi Pajero

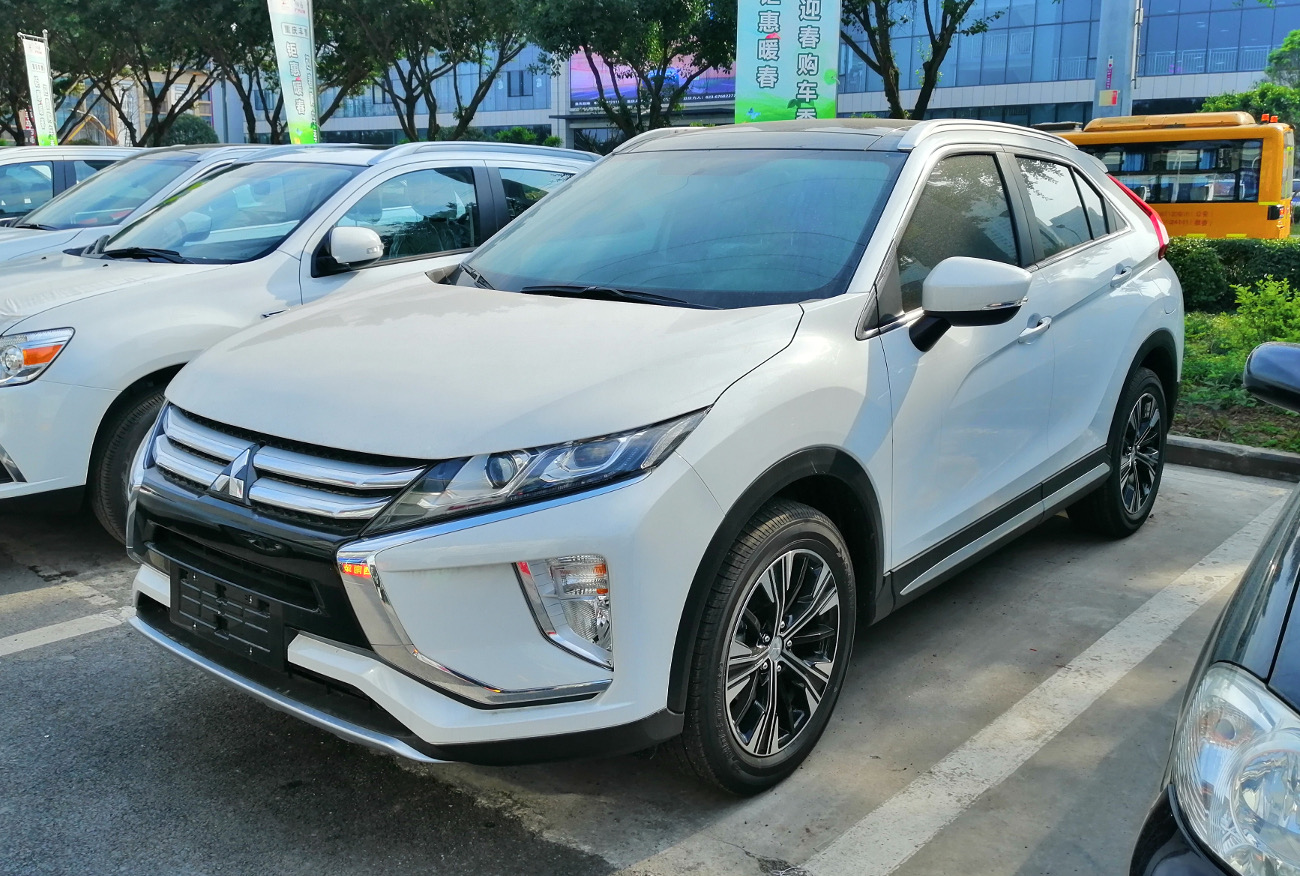
Mitsubishi Eclipse Cross

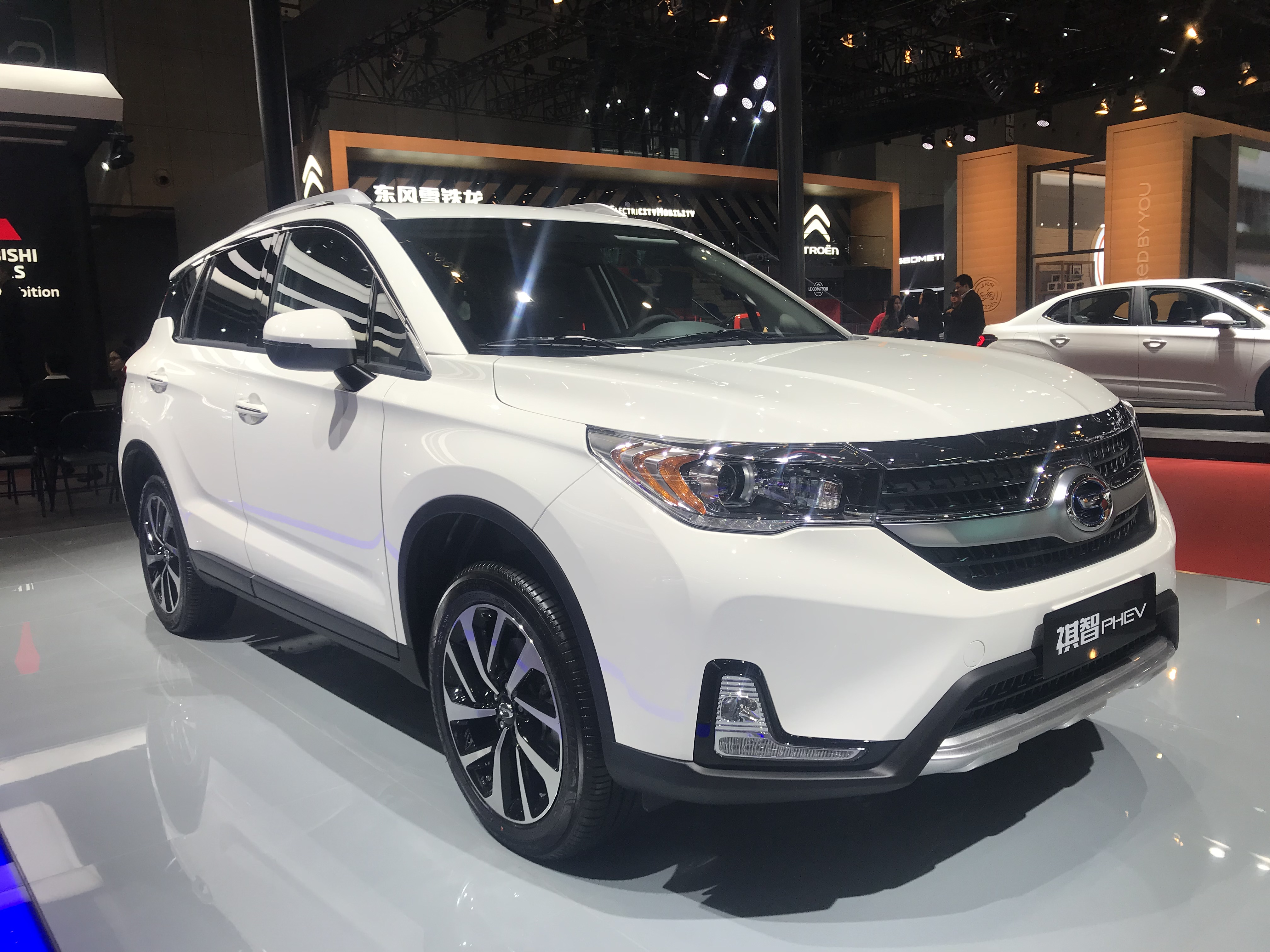
Mitsubishi Eupheme

GAC Mitsubishi Motors, kurz GMMC, ist ein Hersteller von Automobilen aus Changsha in der Volksrepublik China.

## Unternehmensgeschichte
Das Unternehmen wurde am 25. September 2012 gegründet. Daran beteiligt sind die Guangzhou Automobile Industry Group mit 50 %, Mitsubishi Motors mit 30 % und Mitsubishi Corporation mit 20 %. Andere Quellen geben 50 %, 33 % und 17 % an.
Im gleichen Jahr begann die Produktion von Automobilen. Der Markenname lautet Mitsubishi. Das Werk hatte 2016 eine Produktionskapazität von 100.000 Fahrzeugen. Seit 2018 werden auch Motoren hergestellt.

## Fahrzeuge
Für 2016 sind Mitsubishi ASX, Outlander und Pajero überliefert.
Eine Quelle von 2020 bestätigt diese drei Modelle und nennt zusätzlich den Eclipse Cross.
Nach dieser Quelle entstand der Pajero bis 2015, der ASX seit 2013, der Outlander seit 2016, während für den Eclipse Sport kein Zeitraum angegeben ist.
Mit dem Mitsubishi Eupheme wird außerdem ein Elektroauto hergestellt.

## Produktionszahlen
2016 entstanden 56.700 Fahrzeuge.